# Poésie jazz
La poésie jazz (allemand : Jazz und Lyrik) est une tentative de combiner le jazz avec la lecture de poèmes lors de concerts. 

## Histoire
Les auteurs américaine de la Beat Generation ont tout d'abord expérimenté avec des musiciens de jazz avides d'expériences comme Charles Mingus (albums The Clown, A Modern Jazz Symposium of Music and Poetry, tous deux parus en 1957). Langston Hughes (Weary Blues) a par exemple travaillé avec Mingus. D'autres exemples sont la poétesse beat d'origine allemande Ruth Weiss, qui commence à le faire en 1956 au Cellar à San Francisco, ou Kenneth Patchen avec le Chamber Jazz Sextet du pianiste Allyn Ferguson en 1957. Le corniste Dave Amram se produit la même année avec Jack Kerouac. La première manifestation allemande de jazz et de poésie a lieu dès 1952 au Studentenkeller « anarche » de Hambourg, où Peter Rühmkorf s'est produit ; en 1966, il reprend la forme et récita avec le groupe de Michael Naura sur le Rödingsmarkt.
Depuis la fin des années 1950 — en République fédérale (avec Joachim Ernst Berendt comme producteur) depuis 1962 — des disques de ces productions voient également le jour. L'un des exemples les plus connus est l'enregistrement d'une sélection de poèmes de Heine, dits par Gert Westphal et accompagnés musicalement par le quatuor Attila-Zoller. En RDA, Werner Josh Sellhorn crée en 1963, sous le nom de Jazz und Lyrik, une série d'événements précédant Lyrik - Jazz - Prosa. À Prague, des manifestations de ce type, auxquelles le bassiste Luděk Hulan contribuait également en tant que parolier, ont lieu à partir de 1963 dans le bar à vin Viola.
Dans la mesure où les poètes se produisent eux-mêmes en tant que récitants de leurs poèmes, il en résulte parfois de nouvelles synthèses dans la lecture musicale et textuelle. Ainsi, Peter Rühmkorf, qui a présenté plusieurs albums dans les années 1970 avec Naura et Wolfgang Schlüter, déclare : « Notre activité commune m'a aussi beaucoup influencé pour ouvrir les formes d'organisation de ce que je fais en poésie. » Avec une compréhension similaire de l'intégration de la poésie et de la musique, Ernst Jandl, souvent en compagnie de la chanteuse Lauren Newton ou du pianiste Dieter Glawischnig, combine ses poèmes avec de la musique jazz dans les années 1980. Jusqu'après le tournant du millénaire, l'afro-américaine Jayne Cortez faisait partie des poètes qui récitaient régulièrement leurs propres textes sur de la musique live. Depuis son album Time (2013), Anthony Joseph a souvent récité ses œuvres avec des musiciens de jazz. En Allemagne, on peut citer Ingeborg Drews (Cascaden : Lyrik & Jazz).